# Dentatherina merceri
Dentatherina merceri é uma espécie de peixes pertencentes ao género monotípico Dentatherina, da também monotípica família Dentatherinidae, com distribuição natural nas águas do Pacífico centro-ocidental, desde as costas das Filipinas às costas do nordeste da Austrália e das Molucas às ilhas Trobriand. Ocorre nas águas do litoral, geralmente em torno de ilhas e recifes de coral.

## Descrição
Excepto no que respeita à biologia larval da espécie, pouco se sabe sobre a biologia da espécie, apenas descrita em 1983. Poderá fazer parte da cadeia trófica de algumas espécies objecto de pescaria comercial.
D. merceri é uma espécie nerítica que ocorre em águas pouco profundas em torno de recifes de coral, em geral junto à costa de ilhas ou sobre montes submarinos. Prefere águas límpidas sobre fundos bem iluminados.
Caracteriza-se por um corpo delgado, fusiforme, com até 5 cm de comprimento, com duas barbatanas dorsais, claramente separadas e bem desenvolvidas na parte posterior, a primeira com 5-8 raios rígidos, a segundo com 12-14 raios moles. A barbatana anal, em posição simétrica em relação à segunda barbatana dorsal, apoiada por escamas e composta por 14-16 raios moles. O pedúnculo caudal é muito fino. Apresenta uma linha longitudinal média com 40-43 escamas, 7-9 numa linha transversal. Apresenta cinco raios branquiostegais.
O para-esfenóide apresenta grandes protuberâncias laterais que se estendem por debaixo das órbitas. O maxilar tem na parte frontal uma extensão em forma de pá, o pré-maxilar, formando a pré-maxila como uma extensão para baixo. A parte lateral do lábio, em frente da banda de dentes, estende-se ao longo da metade anterior da pré-maxila, formando um saco cilíndrico que se prolonga imediatamente abaixo do bordo da pré-maxila ao longo da mandíbula.
O género Dentatherina foi inicialmente classificado como parte da família Atherinidae, mas em 1984 foram publicados resultados de investigação que permitiram incluir a espécie entre os taxa próximos dos Phallostethidae, mas a diferenciação do género em relação àquele grupo determinou a sua inclusão numa família monotípica. A base de dados taxonómicos FishBase considera a espécie como pertencente a um género e família monotípicos. Contudo, Joseph S. Nelson, autor da obra de referência Fishes of the World, inclui a subfamília Dentatherininae entre os Phallostethidae, criando paralelamente o grupo Phallostethinae como a outra subfamília dos Phallostethidae.